# اچه‌دا
اچه‌دا (به لاتین: Echeda) یک روستا و روستا و تقسیمات کشوری در روسیه است که در تسومادا واقع شده‌است. اچه‌دا ۱٬۴۰۱ متر بالاتر از سطح دریا واقع شده‌است.